# Karlheinz Essl senior
Karlheinz Essl senior (* 16. April 1939 in Hermagor, Kärnten) ist ein österreichischer Unternehmer und Kunstsammler.

## Leben
Er baute das Handelsunternehmen seines Schwiegervaters Fritz Schömer aus und gründete 1976 die Baumarktkette Baumax, die nicht nur in Österreich, sondern auch in zahlreichen ost- und mitteleuropäischen Ländern Märkte betrieben hat. Am Höhepunkt seiner unternehmerischen Laufbahn zählte er zu den reichsten Österreichern.
Sein Verwaltungsgebäude in Klosterneuburg, das er 1985 nach Plänen von Heinz Tesar erbauen ließ, beherbergte damals seine Sammlung bedeutender zeitgenössischer Kunst, die er gemeinsam mit seiner Frau Agnes seit den 1970er Jahren aufbaute. Im Jahre 1999 ließ er dafür ebenfalls von Heinz Tesar das Essl Museum in Klosterneuburg errichten. Mit 7000 Werken (Stand: 2011) ist die Sammlung Essl eine der größten privaten Sammlungen der Gegenwartskunst in Österreich. Als das Museum auf Grund von Problemen bei Baumax ebenfalls in Schwierigkeiten geriet, erwarb Hans Peter Haselsteiner 2014 die Mehrheit an der Kunstsammlung. Diese soll (zum Teil im ebenfalls von Haselsteiner unterstützten  Künstlerhaus Wien) weiterhin bestehen bleiben, der Museumsbetrieb in Klosterneuburg wurde aber, wie Essl Anfang April 2016 bekanntgab, aus finanziellen Gründen am 1. Juli 2016 eingestellt.
Karlheinz Essl ist der Bruder von Georg Essl III. und Vater des Komponisten Karlheinz Essl (* 1960) und des Unternehmers Martin Essl (* 1962).

## Auszeichnungen
- 1995: WU-Manager des Jahres[1]
- 1995: Ehrenring der Stadt Klosterneuburg
- 2023: Großes Goldenes Ehrenzeichen des Landes Kärnten